# Williamsoniaceae
Williamsoniaceae é uma família das Bennettitales, um grupo extinto de plantas com sementes dentro da subdivisão Cycadophyta. Os membros desta família tinham em torno de dois metros de altura e com folhas serrilhadas ao longo de uma haste central. Os órgãos reprodutivos do Williamsoniaceae têm variado muito no registro fóssil, mas quase todos tinham hastes que saiam de um anel de folhas. 

## Reprodução
Esta família é diferente da Cycadeoidaceae por terem a presença de pinhas que saem do eixo principal ou de ramos laterais associado ao um longo pedúnculo coberto por brácteas. Algumas desta família reproduzem-se por esporângios e outros somente produzem óvulos ou sacos polínicos. 